# La Mailleraye-sur-Seine
La Mailleraye-sur-Seine település Franciaországban, Seine-Maritime megyében. Lakosainak száma 1940 fő (2018. január 1.). La Mailleraye-sur-Seine Saint-Nicolas-de-Bliquetuit községgel határos.

## Népesség
A település népességének változása:
| Lakosok száma | 1618 | 1601 | 1670 | 1810 | 1833 | 2004 | 1997 | 2643 | 1960 | 1940 |
|               | 1962 | 1968 | 1975 | 1990 | 1999 | 2008 | 2013 | 2016 | 2017 | 2018 |